# Башкирское восстание (1834—1835)
Восстание 1834—1835 годов — было последним крупным антифеодальным восстанием народных масс в Историческом Башкортостане до отмены крепостного права. Ни одно из последующих выступлений не достигало уже того размаха, какой имело это восстание. Своими корнями восстание 1834—1835 годов было связано с башкирскими восстаниями XVII—XVIII веков. Помимо башкир в восстании участвовали и государственные крестьяне, оренбургские казаки, мишари и тептяри (около 40 тыс. человек).

## Причины восстания
Причиной их выступлений была боязнь потерять имеющиеся свободы. Дело в том, что 16 января 1830 года был утверждён проект закона об обмене обедневших удельных крестьян центральных губерний на казённые селения многоземельных восточных губерний (в том числе Пермской и Оренбургской). Положение удельных крестьян было тяжелее, чем у государственных. Им запрещалось переезжать, они ограничивались в имущественных правах и т. д. Поэтому государственные крестьяне (и башкиры тоже) были решительно против перехода в удел.
Башкиры боялись потерять экономические и юридические свободы, которые им гарантировала военно-казачья служба: свободы от уплаты барщины, оброка и т. п. Поводом для выступления башкир также были разнёсшиеся слухи о том, что башкир «назначают в удел, что все чиновники через обман государь Императора продали их какому-то сенатору Медведеву, что новые хлебные магазины будут домами сенатора Медведева или конторами какого-то нового управления».
Среди русских крестьян в Башкирии было много государственных и удельных крестьян. Первые платили налоги государственную казну, а удельные были собственностью царской семьи. Положение удельных крестьян было тяжёлым. Непосильный оброк разорял их хозяйство. Царь Николай I решил перевести триста тысяч государственных крестьян в разряд удельных и, наоборот, триста тысяч удельных перевести в разряд государственных. Этим он надеялся увеличить доходы царской семьи: более зажиточные крестьяне стали бы исправно платить оброк. Перевод государственных крестьян в удельные означал превращение их в крепостных.
Слухи о решении царя вызвали в 1834 году стихийное восстание крестьян Оренбургской и Пермской губерний.

## Место восстания
Восстание развернулось на территориях Пермской, Оренбургской и соседних губерний.

## Ход боевых действий
Движение началось в Пермской губернии, с волнений государственных крестьян осенью 1834 года.
Вскоре восстание охватило Кунгурский и Красноуфимский уезды Пермской губернии, а также Бирский, части Троицкого, Уфимского и Белебеевского уездов Оренбургской губернии.
12 июня 1835 года у деревни Байкино (Кунгурский уезд) произошло столкновение правительственных войск с отрядом крестьян в 3 тысячи человек. Очень немногие крестьяне были вооружены ружьями, остальные — топорами, косами, палками. Солдаты ружейным огнём рассеяли крестьянский отряд. На месте осталось 5 человек убитых и 34 раненых.
Башкиры изгоняли царских чиновников, затем у ближайшего кантонного начальника в присутствии муллы брали присягу о том, что у него нет никаких предписаний о передаче башкир в удел и об обращении мусульман в христианскую веру.
Генерал-губернатор Оренбургской губернии В. А. Перовский обратился к муфтию Оренбургского духовного собрания Габдесалляму Габдрахимову за фетвой (посланием) к восставшим башкирам. Фетва не получила широкого распространения, но сама по себе свидетельствовала о том, что немало делалось и для убеждения башкир идеологическими методами. Сам Габдесаллям Габдрахимов был из той категории людей, которых можно назвать добросовестными исполнителями, — он старательно выполнял поручения генерал-губернатора.
Благодаря полной неорганизованностью и разрозненности выступлений оренбургский военный губернатор сумел быстро подавить восстание. Для этого он использовал башкирские же полки.
Каратели жестоко расправились с участниками восстания. Их били палками (наносили от 500 до 4000 ударов), а затем ссылали в Сибирь на каторжные работы. В результате карательных действии Уфимским военным судом было осуждено 370—427 человек, из них 16 человек скончались в ходе экзекуции.

## Итоги восстания
Несмотря на локальность и слабую организованность, восстание 1834—1835 годов имело большое значение. Своей самоотверженной борьбой русские государственные крестьяне, башкиры и другие народы края сохранили личную свободу. Царским властям пришлось отказаться от планов передачи жителей Приуралья, в том числе и Исторический Башкортостан, в удельные ведомства и более осмотрительно проводить политику в отношении нерусского народа.